# Poyanne
Poyanne település Franciaországban, Landes megyében. Lakosainak száma 697 fő (2022. január 1.). Poyanne Gamarde-les-Bains, Gouts, Laurède, Lourquen, Nousse, Onard és Saint-Geours-d’Auribat községekkel határos.

## Népesség
A település népességének változása:
| Lakosok száma | 645  | 542  | 516  | 549  | 657  | 674  | 688  | 691  | 693  | 697  |
|               | 1968 | 1982 | 1990 | 2006 | 2013 | 2015 | 2017 | 2019 | 2020 | 2022 |